# Falsilunatia subperforata
Falsilunatia subperforata är en snäckart som beskrevs av Dell 1956. Falsilunatia subperforata ingår i släktet Falsilunatia och familjen borrsnäckor. Inga underarter finns listade i Catalogue of Life.